# Stojan Jordanov
Stojan Ivanov Jordanov (in bulgaro Стоян Иванов Йорданов?; Sofia, 29 gennaio 1944) è un ex calciatore bulgaro, di ruolo portiere.

## Palmarès

### Club

#### Competizioni nazionali
- Campionato bulgaro: 7

CSKA Sofia: 1961-1962, 1965-1966, 1968-1969, 1971-1972, 1972-1973, 1974-1975, 1975-1976
- Coppa di Bulgaria: 6

CKSA Sofia: 1961, 1965, 1969, 1972, 1973, 1974

### Nazionale
- Argento olimpico: 1

Città del Messico 1968